# ملعب إل ألكوراز
ملعب إل ألكوراز هو ملعب كرة قدم يقع في وشقة، إسبانيا، يتسع لـ 5734 متفرج. تم افتتاحه في 1972. هو الملعب الرسمي لنادي هويسكا.